# 溥佺
二等鎮國將軍溥佺（1913年11月22日—1992年），字松窗，現代著名書畫家。恭恪貝勒載瀛第六子，母側室張氏，其父為張瑞，惇親王載津支系第三代。
民國二年（1913年）十月出生，民國四年（1915年）二月過繼為不入八分輔國公銜二等鎮國將軍載津之養子，並受封二等鎮國將軍。
松風畫會成員，與其他成員溥心畬、溥雪齋、溥毅齋、溥庸齋、祁井西、啟功、葉仰曦、關松房等人多有宮廷背景，幾乎壟斷當時北京的書畫市場，因而被譽為「松風九友」。其中溥心畬、溥伒（雪齋）、溥僩（毅齋）、溥佺（松窗）又合稱「四溥」。